# يطروفة زغبية
يطروفة زغبية (الاسم العلمي:Jatropha hirsuta) هي نوع من النباتات تتبع جنس اليطروفة من الفصيلة الفربيونية.